# Stefan Jarosch
Stefan Jarosch (* 17. Februar 1984 in Böblingen) ist ein ehemaliger deutscher Fußballspieler und mehrfacher Jugendnationalspieler.

## Karriere
Seine Anfänge machte Stefan Jarosch bei der SpVgg Holzgerlingen, für die er von 1988 bis 1997 spielte, bevor er zur Jugend des VfB Stuttgart wechselte. Über die Jugend des VfB, mit der er 2003 Deutscher A-Jugendmeister wurde, kam er in die zweite Mannschaft des Bundesligisten, die in der Regionalliga Süd spielte. Daraufhin wechselte er zum Wacker Burghausen in die 2. Bundesliga, für den er insgesamt fünf Spiele absolvierte. Von 2004 bis 2011 spielte Stefan Jarosch beim SSV Jahn Regensburg, wo er im Mittelfeld und in der Verteidigung sieben Jahre lang eingesetzt wurde.
Im Anschluss der Saison 2010/11 lehnte der Publikumsliebling eine Vertragsverlängerung ab und beendete seine Profikarriere. Er wechselte in die Landesliga Bayern zum Amateurverein BC Aichach, um sich voll auf seine berufliche Zukunft konzentrieren zu können. In der Saison 2012/13 war er Spielertrainer beim oberbayerischen Kreisligisten SpVgg Altenerding, bevor er sich 2013 dem nordbadischen Verbandsligisten SG HD-Kirchheim anschloss. Den Verein verließ er 2014, bevor eine dreijährige Auszeit einlegte. Anschließend spielte er bis 2020 beim SC 08 Reilingen und beendete im Sommer 2020 seine aktive Fußballerkarriere.
Für Deutschland absolvierte er in verschiedenen Jugendnationalteams mehr als dreißig Länderspiele.